# Gambia (folyó)
A Gambia Nyugat-Afrikában található folyó.

## Jellemzői
A Guinea északi részén, a Fouta Djallon hegységben 438 méteren eredő folyó nyugati irányba haladva Banjulnál éri el az Atlanti-óceánt.
Útja során keresztülfolyik Guineán, Szenegálon és Gambián, mely utóbbi a folyóról kapta nevét. Hossza 1130 km, vízgyűjtő területe 77000 km², maximális vízhozama 2000 m³/s.
A kezdetben északnyugatra tartó folyó Szenegálba belépve átfolyik a Niokolo-Koba Nemzeti Parkon, majd felveszi a Nieri Ko és a Koulountou folyók vizét, mielőtt Fatotónál átlépne Gambiába. Innen a folyó számos kanyaron és holtágon keresztül már nyugatra tart. Az utolsó 100 km-en a folyó kiszélesedik, a torkolatnál már 10 km szélességben ömlik az óceánba.
Mellékfolyói: Bao Bolong, Bintang Bolong, Koulountou, Nieri Ko, Sandougou, Niokolo Koba.
Jellemzően alföldi folyó. Vízgyűjtő területének nagy része, kb. 70%-a 100 m-nél mélyebben helyezkedik el, 30%-a pedig 40 m alatt.
A száraz évszakban az Atlanti-óceán vize messze behatol a folyóba (kb. 200 km-re), így az ilyenkor öntözésre sem alkalmas. Az esős évszakban a folyó kiárad, elönti a partokat és néhány km távolságra behatol az óceánba is. A folyó gambiai szakasza (kb. 500 km) végig hajózható, Janjanbureh-ig (kb. 300 km) óceánjáró hajók is használhatják.
Fontos szerepe volt a rabszolga-kereskedelemben. A torkolattól mintegy 30 km-re található a James-sziget, mely egykor a rabszolga-kereskedelem fontos bázisa volt, jelenleg az UNESCO Világörökség része.

## Külső hivatkozások
- Gambia River Information & Photos